# Xasthur
Xasthur es un proyecto de metal formado en Alhambra, California, Estados Unidos en 1995. Esta banda está compuesta por un solo integrante, llamado Scott Conner, más conocido por su pseudónimo Malefic. 

## Biografía
Xasthur fue creado en diciembre de 1995, en Alhambra, California, después de que Malefic tocara con varios grupos locales del Sur de California. Inicialmente, la banda comenzó a producir y grabar en casa con una alineación inestable. Una cinta con 10 canciones de aquellas grabaciones tempranas circularon sólo entre personas de la escena. Mientras la cinta original actualmente está destruida, algunas canciones aparecen, en discos que se produjeron posteriormente.
Para el split con Orosius, un amigo de la banda Draconis entró en Xasthur como baterista y vocal, este se hizo llamar Ritual. Posteriormente Xasthur cayó en un proyecto con Malefic como único miembro, aunque Blood Moon Ausar apareció como teclista en A Curse for the Lifeless y Xasthur. 
Antes de sacar su primer disco oficial, Nocturnal Poisoning, en el año 2002, los anteriores trabajos fueron distribuidos de forma limitada y después existieron algunas reediciones de aquellas producciones principalmente por la discográfica Total Holocaust Records, entre otras.
Para el primer disco oficial Nocturnal Poisoning (grabado en abril-septiembre de 2001), Xasthur formó parte de las disqueras independientes Blood Fire Death y Stream en el 2002. Luego, Southern Lord Records puso a la venta un remasterizado LP doble de Nocturnal Poisoning en el 2005. Y en los siguientes años, Xasthur realizó diferentes producciones para disqueras como Displeased Records, Moribund Cult, Total Holocaust Records, Battle Kommand Records e Hydra Head Records. Aparte de los demos y EPs, Xasthur ha realizado varios splits con diferentes bandas de la escena como Acid Enema, Nachtmystium, Angra Mainyu, Leviathan, y Nortt. También ha colaborado en algunos tributos para Ildjarn, Burzum y Judas Iscariot, y ha aparecido en varios discos compilatorios. Malefic colaboró entre otras bandas con el proyecto de drone doom llamado Sunn O))) y el grupo Twilight (Con diferentes íconos de la escena black metal).

### Etimología
El nombre Xasthur es una combinación de las palabras Hastur y Xenaoth. La explicación que nos proporciona Malefic es que él encontró la palabra Hasthur en un libro rústico el cual es copia del Necronomicón, y creyó que se refería a "Los demonios que matan a las personas mientras estas duermen". Y Xenaoth es una palabra que encontró en un libro de santería cuyo significado alude a una deidad celestial.

## Letras de sus canciones
Generalmente las bandas de black metal hablan en sus canciones acerca de paganismo, satanismo o inconformidad frente al cristianismo; sin embargo, Xasthur se centra más en proyecciones astrales, oscuridad, desesperación, suicidio, odio y muerte.

## Discografía
| Álbumes de estudio - 2002: Nocturnal Poisoning - 2003: The Funeral of Being - 2004: Telepathic with the Deceased - 2004: To Violate the Oblivious - 2006: Subliminal Genocide - 2007: Defective Epitaph - 2009: All reflections drained - 2010: Portal of Sorrow - 2016: Subject to Change EP - 2001: A Darkened Winter - 2003: Suicide in Dark Serenity - 2006: Xasthur Demos - 2001: A Gate Through Bloodstained Mirrors - 2002: Rehearsal 2002 - 2004: A Sermon in the Name of Death | Álbumes split - 1999: Orosius / Xasthur - 2001: Xasthur / Acid Enema - 2004: Nachtmystium / Xasthur - 2004: Xasthur / Angra Mainyu - 2004: Xasthur / Leviathan - 2004: A Curse for the Lifeless (con Nortt) - 2007: Striborg / Xasthur - 2007: Cryostasium / Xasthur - Kosmic Krypt / Xasthur Álbumes tributo - 2004: Gathered Under the Banner: Tributo a Ildjarn - 2005: Burzum: The Tribute - 2006: To the Triumph of Evil (Witnesses to the Bringer of Life's Decay): Tributo a Judas Iscariot |